# Антивоєнний комітет Росії
Антивоєнний комітет Росії — суспільна політична організація, створена 27 лютого 2022 року групою російських опозиційних політиків, суспільних діячів, вчених та бізнесменів для боротьби проти Володимира Путіна та проти війни з Україною.

## Створення
Антивоєнний комітет створено 27 лютого 2022 року. Його метою було заявлено боротьбу з диктатурою Володимира Путіна, яка розв'язала війну в Україні. До комітету увійшли ексглава ЮКОСу Михайло Ходорковський, чемпіон світу з шахів Гарі Каспаров, економісти Сергій Алексашенко та Сергій Гурієв, історик та академік РАН Юрій Пивоваров, історик Володимир Кара-Мурза, політик Дмитро Гудков, підприємці Борис Зімін та Євген Чичваркін, письменник Віктор Шендерович, журналіст Євген Кисельов. Комітет закликав уряди світу «зайняти принципову позицію щодо порушників міжнародного права», а справжніх патріотів Росії — «консолідуватися у боротьбі з агресивною диктатурою Володимира Путіна незалежно від будь-яких політичних розбіжностей, ідеологічних розбіжностей та особистих симпатій чи антипатій».

## Переслідування
22 січня 2024 року Генеральна прокуратура РФ надала комітету статус «небажаної організації», з забороною його діяльності та кримінальною відповідальністю за співпрацю з ним.